# (33394) Nathaniellee
1999 CR54 (asteroide 33394) é um asteroide da cintura principal. Possui uma excentricidade de 0.18031980 e uma inclinação de 3.20920º.
Este asteroide foi descoberto no dia 10 de fevereiro de 1999 por LINEAR em Socorro.